# Dennis Haysbert
Dennis Dexter Haysbert (San Mateo, California, 2 de junio de 1954) es un actor estadounidense de cine y televisión.
Su papel más destacado es el de David Palmer, primer afroamericano presidente de los Estados Unidos, en la serie de televisión 24. También es destacado su papel Jonas Blane, jefe de una unidad Delta Force en The Unit. También representó a Dios en la serie Lucifer.
Estudió en la American Academy of Dramatic Arts y es el octavo de nueve hermanos.
Aparte de los roles antes mencionados, es reconocido ampliamente en Estados Unidos debido a su rol en las propagandas televisivas de la aseguradora Allstate Insurance Company. En estos comerciales su porte es combinado con uno de los más reconocidos eslogan de la compañía, “Are you in good hands?” ("¿Estás en buenas manos?").

## Biografía
Dennis Haysbert, nació en California en el año 1954, allí fue donde creció y asistió a la escuela secundaria de San Mateo High School, donde se destacó como jugador de fútbol. Más tarde estudió actuación en la American Academy of Dramatic Arts. Su carrera profesional despegó cuando consiguió su primer papel televisivo en un episodio ganador de un Emmy con Jesse Jackson.
El actor conquisto al público y a la crítica con su interpretación del presidente David Palmer en la exitosa serie de fox ´´24´´ por la que fue nominado a un Globo de Oro. A pesar de no tener mucho nombre en el mundo del cine, Haysbert ha intervenido en varias películas, como por ejemplo; una mujer en la liga, Mejor league ll, Caprichos del destino etc.
En 2006 regresó a la pequeña pantalla como protagonista de su serie ´´The Unit´´ que batió el récord de audiencia la noche de su estreno.
Dennis estuvo dos veces casado, primero con Elena Simms, y después con Lynn Griffith con la que tuvo 2 hijos, Charles y Katherine. 
Haysbert es un activo luchador contra el sida. En 2000 fue el portavoz de la exposición Harlem Health "Break the Silence"; también es el portavoz de la National Comission Leadership on AIDS, y The Western Center on Law and Poverty. 

Tiene además una certificación como Buzo profesional de profundidad, obtenida en 2008, por su conducción y participación en el programa de Discovery Channel, "Secrets of Pearl Harbor". 

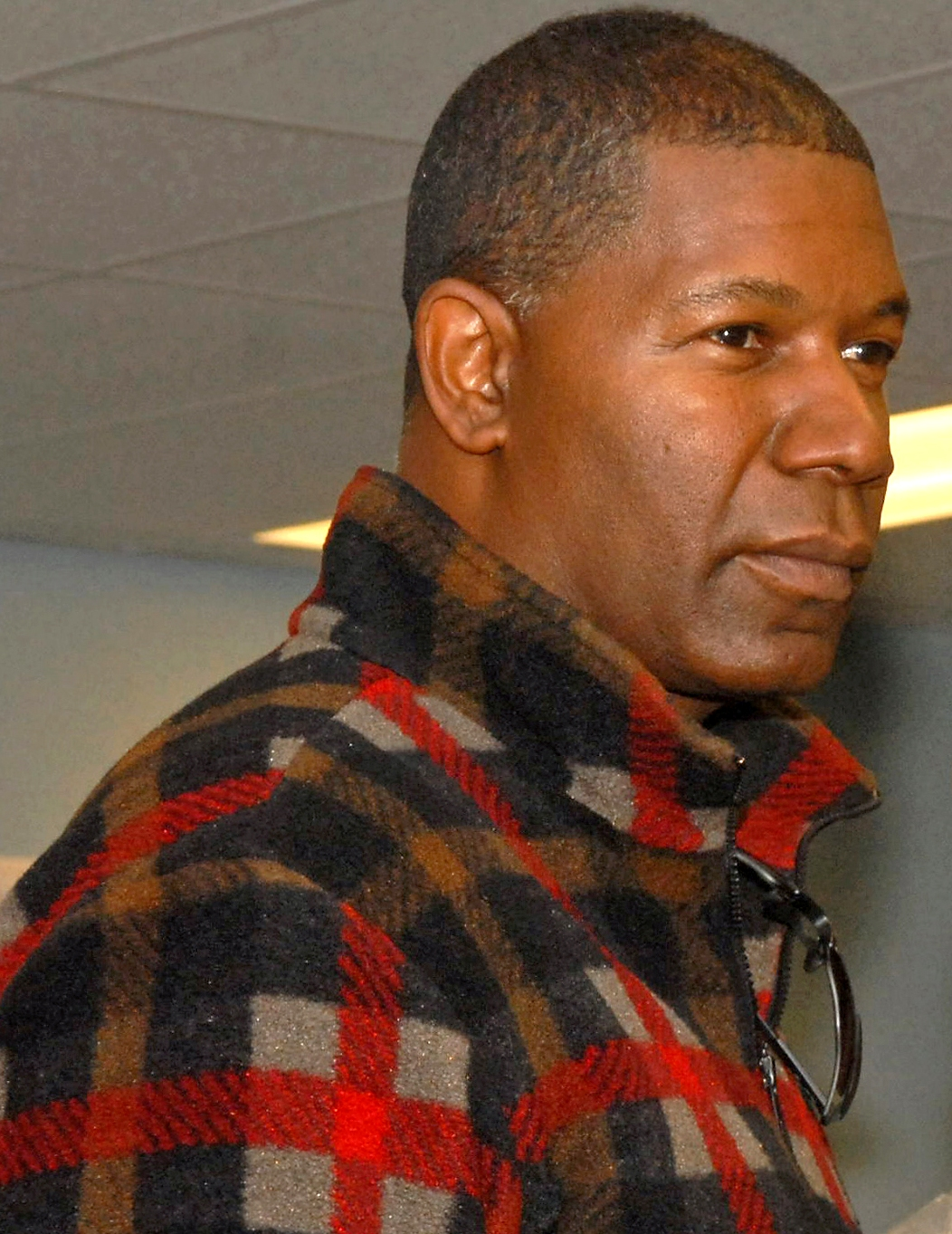

## Filmografía
- 2024, Summer Camp[1]
- 2023, Flamin' Hot: la historia de los Cheetos picantes
- 2020, Lucifer
- 2019, Obsesión secreta
- 2017,  Naked
- 2017, The Dark Tower
- 2014, Sniper: Legacy
- 2014, Think a Little Man Too
- 2014, Dear White People
- 2014, Las aventuras de Peabody y Sherman (Voz)
- 2013, Battledogs (Perros de batalla, telefilm)
- 2011, Kung Fu Panda 2 (Voz)
- 2008, LUV
- 2007, Adiós Bafana ... como Nelson Mandela
- 2007, El espía
- 2006, Jarhead
- 2006  The Unit
- 2003, Simbad: La leyenda de los siete mares
- 2003, Far from Heaven
- 2001, 24
- 2000, Love & Basketball
- 1999, The Thirteenth Floor
- 1999, Random Hearts .... como el detective George Beaufort
- 1998, Tres granujas en la liga 3
- 1997, Futebol Soccer
- 1996, Absolute Power
- 1995, Heat, Michael Mann .... como conductor suplente del grupo de ladrones
- 1994, Major League II
- 1993, Suture
- 1992, Love Field (Conflictos de amor, Por encima de todo) .... con Michelle Pfeiffer
- 1992, Mr. Baseball
- 1991, K-9000
- 1990, Navy Seals
- 1989, Major League